# Crystal Palace (London)
 For alternative betydninger, se Crystal Palace. (Se også artikler, som begynder med Crystal Palace)
Crystal Palace er en bydel i det sydlige London opkaldt efter The Crystal Palace, der var en markant bygning opført i Hyde Park af glas og jern i forbindelse med verdensudstillingen i 1851. Herfra blev den flyttet til det sydlige London, hvor området derefter blev kendt som Crystal Palace-området. Her stod bygningen fra 1854 til 1936, hvor den blev ødelangt under en brand.
Crystal Palace er et af de højest beliggende områder i London, med højeste punkt på 109 moh. To store fjernsynsmaster bidrager til at gøre stedet synligt på lang afstand. Historisk blev der her trukket grænser op mellem sogn og distrikter. Distriktet ligger nu kun i Bromley, men støder mod grænserne til Croydon, Lambeth, Southwark og Lewisham, og deles om tre postkoder, SE19, SE 20 og SE26. Den gamle grænse mellem Surrey og Kent gik gennem området, og mellem 1889 og 1965 lå Crystal Palace på grænsen til grevskabet London. Det tilhørte Kent og Surrey frem til 1889, og derefter både Kent, London og Surrey frem til 1965.
I den park, der dækker en del af området, står Crystal Palace-dinosaurerne udformet af billedkunstneren Benjamin Waterhouse Hawkins. Skulpturerne er de første skulpturer af dinosaurer, og blev færdiggjort i 1852-54. Nytårsaften 1853 blev der afholdt et middagsselskab for 21 naturvidenskabsmænd inde i en halvfærdig model af en iguanodon. Gideon Mantell, den læge, der havde sat navn på iguanodonen, efter at hans kone havde fundet en fossil iguanodon-tand blandt stenstumper i Sussex, var ikke blandt dem. Det var derimod Richard Owen, en mediciner, der var så dygtig til dyreanatomi, at han fik hjemsendt til undersøgelse hvert dyr, der døde i London Zoological Gardens – en gang fandt hans kone indgangsdøren spærret af et dødt næsehorn. Owen skrev i alt seks hundrede artikler om anatomi, deriblandt en nekrolog over dronten og den første beskrivelse af en archaeopteryx, og det var ham, der fandt på det misvisende navn "dinosaur" for urtidens øgler. Videre stjal han Mankells forskning, og efter Mankells selvmord også hans deformerede rygrad, der lå udstillet i Hunterian Museum i henved hundrede år, før en tysk bombe tilintetgjorde den under Blitz-bombningen af London. Men verdens første dinosaurmodeller i naturlig størrelse står stadigvæk i Crystal Palace Park, og udgjorde en gang en af Londons mest populære seværdigheder; faktisk udgør de verdens ældste temapark. Vi ved nu, at meget er forkert fremstillet; iguanodonens tommelfinger er forkert sat på dens snude, som hos et næsehorn, og den står på alle fire, skønt den i virkeligheden var tobenet, som et menneske.
I flere århundrer stod Great North Wood der, en betydelig egeskov ved Londons sydlige grænse. Lokale legender fortæller, at tømmeret til Francis Drakes «Golden Hind» blev hentet i denne skov. Den blev et populært friluftsområde for londonborgere frem til 1800-tallet, da skoven blev mindre. Der var også mange sigøjnere på egnen, hvad der genspejles i flere gade- og pubnavne. Der er fortsat betydelige mængder skov, sammenlignet med de fleste andre forstadsområder.
Mod slutningen af 1800-tallet kom Krystalpaladset og jernbanen. Krystalpaladset havde været hovedattraktion på verdensudstillingen i 1851, og den vidstrakte park blev anset som et velegnet sted at genrejse det.